# Synodontis flavitaeniatus
Synodontis flavitaeniatus är en fiskart som beskrevs av Boulenger, 1919. Synodontis flavitaeniatus ingår i släktet Synodontis och familjen Mochokidae. IUCN kategoriserar arten globalt som livskraftig. Inga underarter finns listade i Catalogue of Life.